# Jenny Apel
Jenny Apel es una deportista alemana que compitió en piragüismo en la modalidad de eslalon. Ganó una medalla de plata en el Campeonato Europeo de Piragüismo en Eslalon de 2004, en la prueba de K1 individual.

## Palmarés internacional
| Campeonato Europeo | Campeonato Europeo | Campeonato Europeo | Campeonato Europeo |
| Año                | Lugar              | Medalla            | Competición        |
| ------------------ | ------------------ | ------------------ | ------------------ |
| 2004               | Skopie (Macedonia) | Medalla de plata   | K1 individual      |